# Lithocarpus lindleyanus
Lithocarpus lindleyanus là một loài thực vật có hoa trong họ Cử. Loài này được (Wall. ex A.DC.) A.Camus mô tả khoa học đầu tiên năm 1931.